# Marc Delafontaine
Marc Delafontaine (1837 - 1911) fue un químico suizo que en 1878, junto con Jacques-Louis Soret, observaron por primera vez el holmio mediante espectroscopia. En 1879, Per Teodor Cleve lo separó químicamente del tulio y erbio. Los tres se dieron crédito por el descubrimiento del elemento.
- Datos: Q124122